# Dramlje
Dramlje so razloženo središčno naselje z obcestnim jedrom v Občini Šentjur, v severovzhodnem delu Voglajnskega gričevja, v neposredni bližini avtoceste A1, z istoimenskim izvozom/uvozom na odseku Maribor-Celje. Sestavlja ga 16 zaselkov; Dramlje, Grušce, Jarmovec, Jazbine, Laze pri Dramljah, Marija Dobje, Pletovarje, Razbor, Spodnje Slemene, Straža na Gori, Svetelka, Šedina, Trnovec pri Dramljah, Vodule, Zalog pod Uršulo, Zgornje Slemene. Na severozahodu se z novejšimi hišami stika z naseljem Svetelka.
V Dramljah je župnijska cerkev sv. Marije Magdalene, pokopališče, osnovna šola, kulturni dom, trgovina, bencinski servis.

## Toponim
Staro ime naselja, v rabi do 1955, je bilo »Št. Ilj«.  Tako kot preimenovanje mnogih drugih krajev po Sloveniji v povojnem času je bilo tudi preimenovanje v Dramlje del obsežne kampanje oblasti, da se iz toponimov slovenskih krajev odstranijo vsi religiozni elementi.
V vsakdanji rabi toponim Dramlje označuje površino nekdanje občine (ukinjene leta 1955) in zajema geografsko območje severno od Šentjurja, med Vojnikom in Ponikvo. Valovita pokrajina je primerna za vinogradništvo, sadjarstvo in živinorejo. Prebivalci se ukvarjajo s kmetovanjem, vse več pa je zaposlenih v bližnjih večjih naseljih.

## Zgodovina
Prvi znani lastnik močvirnatega območja Dramelj je bil žički samostan, ki je imel tu  lokalni samostanski urad (pristavo). Kartuzijani so uredili ribnike, saj so ribogojništvu  povečali veliko pozornost, ker drugega mesa zaradi redovnih pravil niso smeli uživati. V 14. stoletju je območje prešlo v roke celjskih grofov. V pisnih dokumentih se Dramlje prvič omenjajo leta 1451. V začetku 19. stoletja je tod delovala steklarna, ki je steklo izvažala tudi v Italijo.

## Znamenitosti
- Podružnična Cerkev sv. Ilije je deloma še srednjeveška. Večkrat so jo obnavljali, leta 1907 je njeno notranjost poslikal Franc Gornik.

## Znane osebnosti
- Matija Vodušek, urednik in publicist
- Franc Župnek, pravnik, projektant načrtov za železnice in vodovod
- Ivan Kolarič, kaplan in pesnik